# Седмопроцентно решење (филм)
Седмопроцентно решење (енгл. The Seven-Per-Cent Solution) је британско-америчка филмска мистерија из 1976. године, режисера Херберта Роса, а према сценарију Николаса Мејера. Заснован је на Мејеровом истоименом роману, а улоге у филму тумаче Никол Вилијамсон, Роберт Дувал, Алан Аркин, Џорџија Браун, Саманта Егар, Чарлс Греј, Џереми Кемп, Џоел Греј, Лоренс Оливије и Ванеса Редгрејв.
Био је номинован за два Оскара; за најбољи адаптирани сценарио и најбољу костимографију.

## Радња
Др Џон Вотсон постаје убеђен да је његов пријатељ Шерлок Холмс у делузионом стању – посебно у уверењу да је професор Џејмс Моријарти криминални геније – као резултат његове зависности од кокаина. Моријарти посећује Вотсона да би се пожалио на Холмсово узнемиравање. Вотсон тражи помоћ од Шерлоковог брата, Мајкрофта, да на превару натерају Холмса да отпутује у Беч, где ће га лечити Зигмунд Фројд.
Током лечења, Холмс истражује случај отмице са међународним импликацијама, а Фројд открива мрачну личну тајну скривену у Холмсовој подсвести.

## Улоге
| Глумац           | Улога                    |
| ---------------- | ------------------------ |
| Никол Вилијамсон | Шерлок Холмс             |
| Роберт Дувал     | доктор Џон Вотсон        |
| Алан Аркин       | Зигмунд Фројд            |
| Џорџија Браун    | госпођа Фројд            |
| Лоренс Оливије   | професор Моријарти       |
| Чарлс Греј       | Мајкрофт Холмс           |
| Саманта Егар     | Мери Вотсон              |
| Ванеса Редгрејв  | Лола Девро               |
| Џоел Греј        | Ловенштајн               |
| Џереми Кемп      | барон Карл фон Лајнсдорф |
| Џил Таунсенд     | госпођа Холмс            |
| Ана Квејл        | Фреда                    |
| Џон Берд         | Бергер                   |
| Алисон Легат     | госпођа Хадсон           |